# ディスカバリー (エレクトリック・ライト・オーケストラのアルバム)
『ディスカバリー』 (Discovery) は、1979年に発表されたエレクトリック・ライト・オーケストラ (ELO) のアルバム。

## 概要
アルバム名は、メンバーのリチャード・タンディが「very disco」（すごくディスコ向き）という言葉を入れ替えて付けたものという逸話があるほど、ディスコ調の曲が目立つ。また、リーダーのジェフ・リンが再婚を控えた時期の製作だったこともあり、ラブソングが多いのも特徴。
これまでのELOの音楽性は、ストリングスを多用した壮大なスケールの作品が目立ったが、本作はグループからストリングス担当メンバーを解雇した上で、ストリングスはすべて大編成のオーケストラによるものになった。その上で、シンセサイザーをこれまで以上に利用し、楽曲自体もポップでコンパクトなものに変貌した。結果的には、そうした路線に変えたことが大きな成功へと繋がった。次作『タイム』ではストリングスを大幅に減らし、キーボードサウンドを主軸としたため、ストリングスによるELOサウンドを聴ける最後のオリジナルアルバムとなった。ちなみに、実際は前作『アウト・オブ・ザ・ブルー』のレコーディングにもストリングス担当のメンバーは３人はほぼ参加していなかった。
アルバムには「シャイン・ラヴ」「ロンドン行き最終列車」「ドント・ブリング・ミー・ダウン」など、ELOの代表曲が数多く含まれている。
2001年にはリマスター盤が発売され、未発表曲やデモ・ヴァージョンがボーナス・トラックとして追加収録された。

## セールス
全英第1位を5週間キープし、1979年の年間アルバム・チャートでも第2位となる大ヒットを記録した。アメリカでも5位まで上がり、200万枚を売り上げた。世界的なセールスで見ると、最も成功したELOのアルバムとなった。

## 収録曲
1. シャイン・ラヴ - Shine A Little Love
シングルカットされた。アルバムを象徴するかのようなディスコソング。
2. コンフュージョン - Confusion
「ロンドン行き最終列車」と両A面でシングルカットされた。「シャイン・ラブ」ともども、シンセサイザーの多用が目立つサウンド。
3. ニード・ハー・ラヴ - Need Her Love
4. ホレスの日記 - The Diary Of Horace Wimp
シングルカットされた。ホレスという名の若者の恋物語を日記形式で語る。前作『アウト・オブ・ザ・ブルー』収録の「ミスター・ブルー・スカイ」を想起させる曲調。「コンフュージョン」と並んでヴォコーダーが目立つ曲でもある。
5. ロンドン行き最終列車 - Last Train To London
「コンフュージョン」と両A面でシングルカットされた。
6. ミッドナイト・ブルー - Midnight Blue
7. オン・ザ・ラン - On The Run
アルバム内で唯一、シングルとしてリリースされていない曲。この曲のイントロは、ジェフ曰く「世界一苛立つイントロ」を目指して作ったという。
8. ウィッシング - Wishing
9. ドント・ブリング・ミー・ダウン - Don't Bring Me Down
レコーディングの土壇場に書かれた曲で、ELOの楽曲では初めてストリングスが一切入っていない。シングルカットされ、大ヒットとなる。これまでのELOと区別をつけるという点で重要な曲となった。

リマスター盤ボーナス・トラック
1. オン・ザ・ラン (ホーム・デモ)　　On The Run (Home Demo)
2. セカンド・タイム・アラウンド (ホーム・デモ)　　Second Time Around (Home Demo)
  - 未発表デモ。
3. リトル・タウン・フラート　　Little Town Flirt
  - 未発表曲。デル・シャノンのカバー。